# Biegi narciarskie na Mistrzostwach Świata w Narciarstwie Klasycznym 2017 – sztafeta kobiet
Sztafeta 4 × 5 km kobiet była jedną z konkurencji na Mistrzostwach Świata w Narciarstwie Klasycznym w fińskim Lahti. Rywalizacja została rozegrana 2 marca. Do startu przystąpiło 16 sztafet, lecz podczas biegu jedynie reprezentacja Ukrainy została zdublowana. Tytułu z 2015, ze szwedzkiego Falun obroniły Norweżki, przed Szwedkami i Finkami. Polska sztafeta w składzie Justyna Kowalczyk, Ewelina Marcisz, Kornelia Kubińska i Martyna Galewicz uplasowała się na ósmej pozycji.
Dwie pierwsze zawodniczki pobiegły po 5 km techniką klasyczną. Po przebiegnięciu tego dystansu, dwie kolejne zawodniczki biegły po 5 km techniką dowolną.

## Wyniki
| Miejsce | Nr | Państwo           | Zawodniczki                                                                   | Czas                                      | Strata   |
| ------- | -- | ----------------- | ----------------------------------------------------------------------------- | ----------------------------------------- | -------- |
| 01 !    | 1  | Norwegia          | Maiken Caspersen Falla Heidi Weng Astrid Jacobsen Marit Bjørgen               | 52:21,5 11:35,0 12:01,4 14:07,2 14:37,9   | –        |
| 02 !    | 2  | Szwecja           | Anna Haag Charlotte Kalla Ebba Andersson Stina Nilsson                        | 53:23,1 11:43,1 12:05,6 14:51,6 14:42,8   | +1:01,6  |
| 03 !    | 3  | Finlandia         | Aino-Kaisa Saarinen Kerttu Niskanen Laura Mononen Krista Pärmäkoski           | 53:23,6 11:42,1 11:53,9 15:05,9 14:41,7   | +1:02,1  |
| 4.      | 4  | Stany Zjednoczone | Kikkan Randall Sadie Maubet Bjornsen Elizabeth Stephen Jessica Diggins        | 53:55,3 11:59,5 12:12,7 14:51,2 14:51,9   | +1:33,8  |
| 5.      | 7  | Rosja             | Polina Kalsina Julija Biełorukowa Julija Czekalowa Anastasija Siedowa         | 54:50,1 13:02,4 12:15,4 14:31,1 15:01,2   | +2:28,6  |
| 6.      | 6  | Niemcy            | Katharina Hennig Stefanie Böhler Nicole Fessel Sandra Ringwald                | 54:59,8 12:42,3 12:05,7 14:41,6 15:30,2   | +2:38,3  |
| 7.      | 15 | Szwajcaria        | Laurien van der Graaff Nadine Fähndrich Nathalie von Siebenthal Seraina Boner | 55:13,6 12:45,8 12:28,6 14:23,9 15:35,3   | +2:52,1  |
| 8.      | 5  | Polska            | Justyna Kowalczyk Ewelina Marcisz Kornelia Kubińska Martyna Galewicz          | 55:43,5 11:42,9 13:04,2 14:46,1 16:10,3   | +3:22,0  |
| 9.      | 8  | Włochy            | Lucia Scardoni Caterina Ganz Elisa Brocard Ilaria Debertolis                  | 56:03,5 13:09,9 12:48,1 14:39,7 15:25,8   | +3:42,0  |
| 10.     | 14 | Kanada            | Katherine Stewart-Jones Emily Nishikawa Cendrine Browne Dahria Beatty         | 56:37,7 12:43,0 13:02,4 14:57,4 15:54,9   | +4:16,2  |
| 11.     | 16 | Czechy            | Katerina Smutna Kateřina Beroušková Petra Nováková Barbora Havlíčková         | 57:36,5 12:35,7 13:16,9 15:20,4 16:23,5   | +5:15,0  |
| 12.     | 11 | Kazachstan        | Anna Szewczenko Anna Stojan Olga Mandrika Irina Bykowa                        | 58:28,2 12:49,3 13:09,0 15:39,2 16:50,7   | +6:06,7  |
| 13.     | 9  | Słowenia          | Anamarija Lampič Katja Višnar Lea Einfalt Alenka Čebašek                      | 59:24,5 12:57,8 13:06,4 16:57,2 16:23,1   | +7:03,0  |
| 14.     | 12 | Estonia           | Laura Alba Anette Veerpalu Tatjana Mannima Mariel Merlii Pulles               | 59:31,1 13:25,8 13:36,2 15:26,9 17:02,2   | +7:09,6  |
| 15.     | 13 | Australia         | Jessica Yeaton Aimee Watson Barbara Jezeršek Katerina Paul                    | 1:01:05,8 13:26,8 13:37,0 18:37,9 13:37,0 | +8:44,3  |
| 16.     | 10 | Ukraina           | Tetiana Antypenko Julija Krol Łada Nesterenko Wałentyna Szewczenko            | LAP 13:34,7 14:41,4 LAP                   | 9:99,8 ! |